# Vanessa Paradis Au Zenith
Vanessa Paradis Au Zenith es el segundo álbum en directo de la cantante francesa de pop, Vanessa Paradis, lanzado el 11 de diciembre de 2001.
Las canciones «Commando», «Tandem», «Joe le Taxi» y «Marilyn et John» alcanzaron a entrar en varias listas europeas. «Joe le Taxi» fue número uno en la lista francesa y permaneció activa durante un período de 23 semanas.
El vídeo de la canción «Tandem» obtuvo el premio Victoires de la musique en la categoría Music Video of the Year.

## Listado de canciones
| LP original |                             |                             |          |  |
| N.º         | Título                      | Música                      | Duración |  |
| 1.          | «Intro»                     | Nieve, Paradis              | 1:00     |  |
| 2.          | «L' Eau et le Vin»          | Bashung, Golemanas, Mortier | 6:36     |  |
| 3.          | «Sunday Mondays»            | Hirsch, Kravitz             | 4:57     |  |
| 4.          | «Dans Mon Cafe»             | Golemanas, Langolff         | 4:13     |  |
| 5.          | «Walk on the Wild Side»     | Reed                        | 4:36     |  |
| 6.          | «Dis-Lui Toi Que Je T'Aime» | Gainsbourg, Langolff        | 5:02     |  |
| 7.          | «L' Eau a la Souche»        | Gainsbourg                  | 2:12     |  |
| 8.          | «Joe le Taxi»               | Langolff, Roda Gil          | 4:12     |  |
| 9.          | «St. Germain»               | Depp, Paradis               | 4:06     |  |
| 10.         | «Requiem Pour un Con»       | Gainsbourg                  | 2:22     |  |
| 11.         | «Que Fast la Vie»           | Golemanas, Paradis          | 4:07     |  |
| 12.         | «La La La Song»             | Deveaux, Paradis            | 4:22     |  |
| 13.         | «This Will Be Our Year»     | White                       | 2:19     |  |
| 14.         | «Fourtant»                  | Chedid, Monnet              | 3:33     |  |
| 15.         | «Tandem»                    | Gainsbourg, Langolff        | 4:10     |  |
| 16.         | «Commando»                  | Golemanas, Langolff         | 4:37     |  |
| 17.         | «Marilyn et John»           | Langolff, Roda Gil          | 5:45     |  |
| 18.         | «Bliss»                     | Depp, Paradis               | 5:55     |  |
| 19.         | «Les Acrosates»             | Monnet, Paradis             | 4:20     |  |
| 75:44       |                             |                             |          |  |

## Posicionamiento

### Álbum
| Lista (2001)        | Posición |
| ------------------- | -------- |
| French Albums Chart | 19       |

## Créditos
- Vanessa Paradis — Voz
- Katisse Buckingham — Flauta, saxófono
- Christophe Danchaud — Estilista
- Lili Fleury — Concepto gráfico
- D'Antonine Gaillet — Asistente
- Claude Gassian — Fotografía
- Stephane Hazebrouck —	Técnico
- Yves Jaget — Mezcla
- Franck Langolff — Compositor
- Steve Nieve —	Dirección musical
- Jack Petruzzelli — Guitarra
- Vincent Pitras — Producción
- Mathieu Rabate — Batería
- Philippe Rault — Consultor
- Etienne Roda-Gil — Compositor
- Lee Thornburg — Trompeta
- Luc Vindras —	Notas
- Andrew Watson	— Diseño de iluminación
- Bruce Witkin — Coros
- Gaël Yvan — Mezcla